# Prix Murchison
 (janvier 2024).
La mise en forme du texte ne suit pas les recommandations de Wikipédia : il faut le « wikifier ».
Les points d'amélioration suivants sont les cas les plus fréquents. Le détail des points à revoir est peut-être précisé sur la page de discussion.
- Les titres sont pré-formatés par le logiciel. Ils ne sont ni en capitales, ni en gras.
- Le texte ne doit pas être écrit en capitales (les noms de famille non plus), ni en gras, ni en italique, ni en « petit »…
- Le gras n'est utilisé que pour surligner le titre de l'article dans l'introduction, une seule fois.
- L'italique est rarement utilisé : mots en langue étrangère, titres d'œuvres, noms de bateaux, etc.
- Les citations ne sont pas en italique mais en corps de texte normal. Elles sont entourées par des guillemets français : « et ».
- Les listes à puces sont à éviter, des paragraphes rédigés étant largement préférés. Les tableaux sont à réserver à la présentation de données structurées (résultats, etc.).
- Les appels de note de bas de page (petits chiffres en exposant, introduits par l'outil «  Source ») sont à placer entre la fin de phrase et le point final[comme ça].
- Les liens internes (vers d'autres articles de Wikipédia) sont à choisir avec parcimonie. Créez des liens vers des articles approfondissant le sujet. Les termes génériques sans rapport avec le sujet sont à éviter, ainsi que les répétitions de liens vers un même terme.
- Les liens externes sont à placer uniquement dans une section « Liens externes », à la fin de l'article. Ces liens sont à choisir avec parcimonie suivant les règles définies. Si un lien sert de source à l'article, son insertion dans le texte est à faire par les notes de bas de page.
- La présentation des références doit suivre les conventions bibliographiques. Il est recommandé d'utiliser les modèles {{Ouvrage}}, {{Chapitre}}, {{Article}}, {{Lien web}} et/ou {{Bibliographie}}. Le mode d'édition visuel peut mettre en forme automatiquement les références.
- Insérer une infobox (cadre d'informations à droite) n'est pas obligatoire pour parachever la mise en page.

Pour une aide détaillée, merci de consulter Aide:Wikification.
Si vous pensez que ces points ont été résolus, vous pouvez retirer ce bandeau et améliorer la mise en forme d'un autre article.
Ne doit pas être confondu avec Médaille Murchison.
Le prix Murchison (Murchison Award), également appelé bourse Murchison (Murchison Grant), est un prix décerné annuellement depuis 1882  par la Royal Geographical Society britannique. Il récompense des publications jugées avoir le plus contribué à la science géographique au cours des dernières années.

## Histoire
Le Murchison Award est à différencier de la Murchison Medal, attribuée par la Société géologique de Londres.

## Récipiendaires
Source (1882-1982) : British Museum
Source (à partir de 1970) : Société royale de géographie
- 1882  Rev Thomas Wakefield
- 1883  Rev William Deans Cowan (en), missionnaire, pour ses voyages à Madagascar
- 1884  William Watts McNair (en)[2]
- 1885  Pandit Krishna
- 1886  Frank (en) et Alexander Jardine (en), pour l'expédition à l'intérieur de l'Australie de Rockhampton à cap York
- 1887  George Bourne
- 1888  James McCarthy, pour sa carte du Siam
- 1889  F.S. Arnott, pour avoir donné un cadeau convenable au chef Chitambo, d'Ilala, pour ses services au Dr Livingstone.
- 1890  Vittorio Sella
- 1891  William Ogilvie
- 1892  Robert M.W. Swan (1858-1904)[3] pour son travail sur le Grand Zimbabwe avec James Theodore Bent
- 1893  R.W. Senior, Indian Survey, pour son travail sur les chaines Kulu et Lahaul des Himalayas Punjab
- 1894  Capt. Joseph Wiggins, pour son travail à l'ouverture de la route de la  mer de Kara à la Sibérie
- 1895  Eivind Astrup[4]
- 1896  Sir Henry Thuillier
- 1897  Lieut. Seymour Vandeleur, pour ses voyages au Somaliland, en Ouganda, à Unyoro, dans le Haut-Nil et dans la région du Niger.
- 1898  Herbert Warrington Smyth (en), pour ses différents et importants voyages au Siam.
- 1899  Albert Armitage[5], pour ses précieuses observations scientifiques dans l'Arctique
- 1900  Dr Henry Arctowski, pour ses travaux océanographiques et météorologiques au sein de l'Expédition antarctique belge
- 1901  John Coles, pour les services qu'il a rendus à la géographie et à la société en tant que curateur de cartes
- 1902  John Stanley Gardiner[6]
- 1903  Capt. Gunnar Isachsen
- 1904  Capt. William Colbeck, pour les services rendus à la Société alors qu'il commandait les expéditions de secours..
- 1905  William Wallace, pour ses services lorsqu'il était fonctionnaire dans le nord du Nigeria.
- 1906  Maj. Henry Rodolph Davies (en), pour ses explorations dans les collines de Kachin, les États Shan, le Yunnan, le Sechuan et le Siam.
- 1907  Capt. G.E. Smith, pour ses études en Afrique orientale britannique
- 1908  Col. Delmé-Radcliffe, pour son travail dans la province du Nil en Ouganda
- 1909  Capt. Cecil Rawling (en), pour la prospection et l'exploration au Tibet.
- 1910  Dr. Karl Skottsberg, pour ses travaux dans le détroit de Magellan.
- 1911  Sir Wilfred Grenfell (en), pour son travail au Labrador.
- 1912  Capt. William Campbell Macfie, pour son travail sur le relevé topographique de l'Ouganda.
- 1913  Maj. Hugh Drummond Pearson, pour ses enquêtes au Soudan.
- 1914  Cmdr. Harry Lewin Lee Pennell, pour les services rendus à l'expédition antarctique de Scott, 1910-13"'
- 1915  Capt. John King Davis, pour son travail au sein de l'Australian Antarctic Expedition 1911-14
- 1916  Lieut-Col. Whitlock
- 1917  Rai Bahadur Lal Singh
- 1918  C.A. Reid
- 1919  Dr. W.M. Strong, pour ses voyages en Nouvelle-Guinée
- 1920  Maria Antonina Czaplicka
- 1921  Cmdnt. J. Maury, pour ses enquêtes au Congo belge
- 1922  Charles Camsell (en),  pour les explorations et les enquêtes dans le nord du Canada
- 1923  Capt. A.G. Stigand, pour sa carte du Ngamiland
- 1924  J.H. Reynolds
- 1925  Eric Teichman
- 1926  Frank Debenham
- 1927  Capt. C.J. Morris, pour ses explorations lors de l'expédition de M. H. F. Montagnier à Hunza.
- 1928  John Mathieson (en)
- 1929  C.S. Elton
- 1930  Col. H. Wood, R.E.
- 1931  L.M. Nesbitt pour son voyage à travers le pays Danakil en Abyssinie
- 1932  Dr. K.S. Sandford
- 1933  Dr. Noel Humphreys
- 1934  John Rymill
- 1935  R.P. Bishop, pour ses enquêtes en Colombie britannique
- 1936  Michael Leahy
- 1937  Martin Lindsay
- 1938  Ronald Kaufback
- 1939  Robert Bentham
- 1940  Peter Mott
- 1941  C.T. Madigan, pour ses explorations en Australie centrale
- 1942  Sidney William Wooldridge (en) et le lieutenant d'aviation David Leslie Linton (en)
- 1943-44  pas de prix
- 1945  Lieut-Col W.E. Browne
- 1946  Lieut-Col Cecil Augustus Hart
- 1947  Gordon Manley
- 1948  Robert Walter Steel (en)
- 1949  Lieut-Col. E.H. Thompson, pour des recherches originales dans les techniques d'étude de l'air
- 1950  Sgn-Cmdr Edward W. Bingham, R.N., pour les expéditions polaires
- 1951  Dr. George Salt
- 1952  W.D.C. Wiggins, pour ses contributions à la cartographie
- 1953  G.B. Stigant, pour les études et la cartographie des côtes japonaises
- 1954  Gerald R. Crone
- 1955  H.C.K Henderson, Birkbeck College
- 1956  Dr. Alice Garnett
- 1957  Dr Colin Bertram (en) pour son travail zoologique au Scott Polar Research Institute.
- 1958  Prof. Emrys George Bowen (en), pour des études sur la géographie du Pays de Galles
- 1959  Prof. Shiba Prasad Chatterjee (en), pour son travail dans l'organisation de l'atlas national de l'Inde
- 1960  Prof. James Wreford Watson (en)
- 1961  Prof. Keith McPherson Buchanan
- 1962  Prof. S.H. Beaver
- 1963  Prof. Arthur Austin Miller
- 1964  Prof. Kenneth Charles Edwards
- 1965  Prof. John C. Swallow
- 1966  Prof. S.G. Davis
- 1967  Prof. Edmund William Gilbert
- 1968  C.T. Smith
- 1969  Prof. John Terence Coppock (en)
- 1970  Iain R. Bishop
- 1971  Prof. J. W. House (en)
- 1972  Prof. émérite William Gordon East (en)
- 1973  Prof. William Bayne Fisher
- 1974  Prof. Hubert Lamb
- 1975  Prof. Akin L. Mabogunje
- 1976  Prof. émérite William George Hoskins (en)
- 1977  Harold Fullard
- 1978  Prof. Kenneth Walton
- 1979  Prof. Eila Campbell
- 1980  Clive Jermy
- 1981  Prof. C. Kidson
- 1982  Dr. Robert J. Bennett
- 1983  Prof.Richard Lawton
- 1984  Prof. Stanley Gregory
- 1985  Prof. Ron J. Johnston
- 1986  David Bickmore
- 1987  Prof. Monica Cole
- 1988  Dr. Roger Tomlinson
- 1989  Prof. Emeritus Vernon S. Forbes
- 1990  Prof. Jim Rose
- 1991  Peter Clark
- 1992  Prof. William Buttiker
- 1993  Prof. Paul Claval
- 1994  Dr Andrew Warren (en)
- 1995  Prof. Frank Oldfield
- 1996  Prof. Ronald A. Dodgshon
- 1997  Prof. Anne Buttimer
- 1998  Prof. Susan Smith
- 1999  Prof. Robert Woods
- 2000  Prof. Felix Driver (en)
- 2001  Ann Savours Shirley (en)
- 2002  Prof. David Woodward
- 2003  Prof. David Smith
- 2004  Dr. Tom Spencer
- 2005  Dr. Clive Oppenheimer
- 2006  Prof.Tony Gatrell
- 2007  pas de prix
- 2008  Prof.Neil Wrigley
- 2009  Prof. Jenny Robinson
- 2010  Prof. Gerry Kearns
- 2011  Prof. Stuart Elden
- 2012  Prof. Gillian Rose
- 2013  Prof. Kelvyn Jones (en)
- 2014  Prof. John Dearing
- 2015  Prof. Gill Valentine[7]
- 2016  Prof. Parvati Raghuram
- 2017  Prof. Henry Wai-chung Yeung pour des publications pionnières dans le domaine de la mondialisation.
- 2018  Prof. Mark Macklin, pour des recherches pionnières dans le domaine de la géomorphologie fluviale et de ses applications environnementales.
- 2019  Prof. Mark Birkin pour son travail de pionnier dans le développement et l'application de l'analyse urbaine[8].

- 2020  Peter Kraftl[9]
- 2021  Prof. Patricia Noxolo[9]
- 2022  David Hannah[9]